# Teatro en Costa Rica

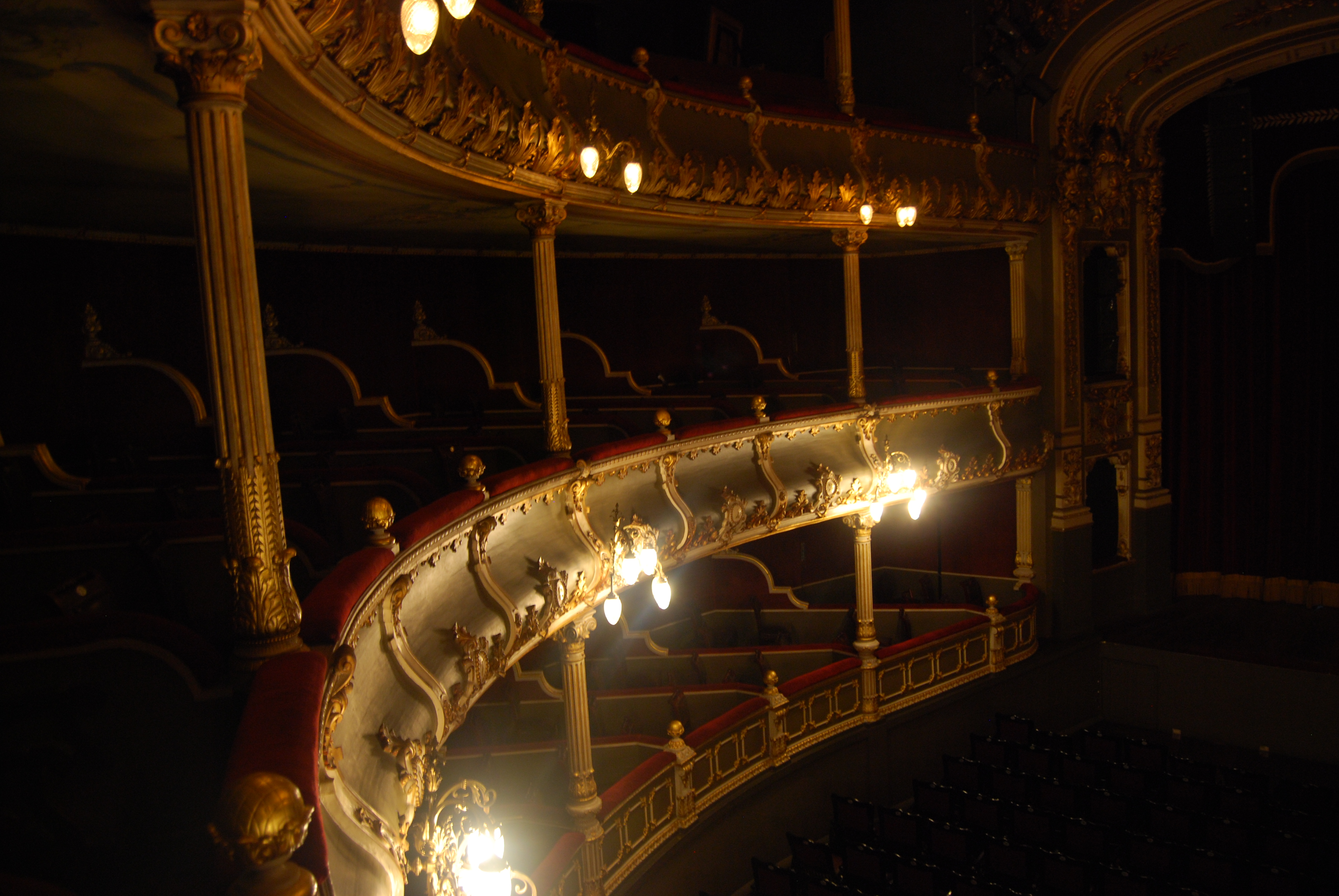
Palcos del Teatro Nacional de Costa Rica.

El teatro en Costa Rica es una expresión de la cultura nacional que se ha venido desarrollando a lo largo de los últimos cien años. Las primeras manifestaciones de este arte se basaron en la tradición religiosa, el costumbrismo y los pasajes de la historia del país, para luego irse desarrollando hacia temas de los más variados como la crítica social y política, teatro clásico, sátira y comedia, teatro de variedades y vodevil.

## Historia
El teatro en Costa Rica comenzó a manifestarse durante la época de la colonización española, primeramente con obras traídas por los sacerdotes católicos, los cuales las utilizaron como método de evangelización. Tras la independencia en 1821, empezaron a arribar al país algunas compañías teatrales, provenientes de España, Italia y Francia. En esa época todavía no existían edificios formalmente construidos para hacer las puestas en escena, por lo que se recurría a hacerlo en galerones. En 1837, el general salvadoreño Vicente Villaseñor construyó en San José un corral de comedia (galerón-pajizo de espacios abiertos) con capacidad para setenta personas, donde se realizaban puestas en escena de autos sacramentales, personificados por aficionados, y donde el público observaba las obras de pie o llevaba su propia silla. En 1841, se presentó en este teatro la obra de William Shakespeare "Otelo o el moro de Venecia". En 1846, un individuo de apellido Sifuentes construyó un salón-teatro de madera, techado, donde cabían 200 personas sentadas, en el sitio ubicado entre calle 2 y avenida 6 en San José. En 1850 arribó la primera empresa de teatro bien organizada, una compañía española, que por tres meses presentó su espectáculo en el Teatro Sifuentes.

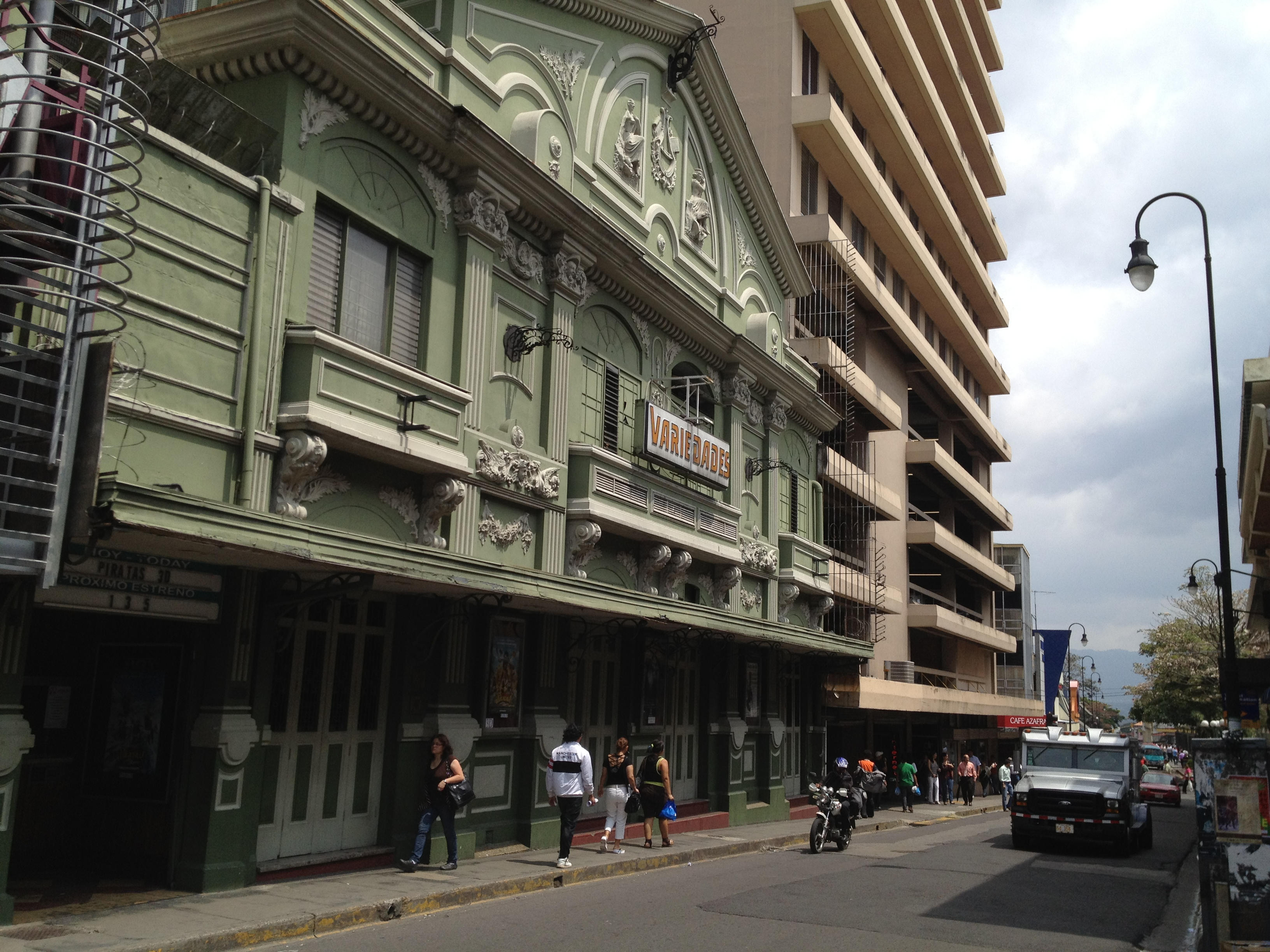
El Teatro Variedades, el más antiguo de Costa Rica (1891).

En 1850, con el ascenso del presidente Juan Rafael Mora Porras, San José fue sometido a un proceso de modernización y reorganización que incluyó, entre otros cambios, la construcción del primer teatro propiamente dicho. El Teatro Mora fue inaugurado en diciembre de 1850 y contaba con una platea en forma de herradura, dos filas de palcos, sección de butacas, amplias galerías y cómodo escenario. La primera temporada de obras correspondió a la presentación de un prestidigitador, seguido de una compañía nacional de aficionados dirigida por españoles, que presentaron tres obras (Caín Pirata, El campanero de San Pablo y El caballero del rey Don Sancho). Con el inicio de la Campaña Nacional de 1856-1857, se suspendieron las presentaciones hasta 1858, cuando se presentó una obra basada en la guerra (Los yankees en Centroamérica o Walker en Masaya), dirigida por el español Mariano Luque. Con la caída de Mora en 1860, el Teatro Mora pasó a llamarse Teatro Municipal, y aunque las presentaciones se volvieron bastante deslucidas y de segunda categoría, fue el lugar donde se siguieron presentando las compañías extranjeras, principalmente españolas, entre 1860 y 1888, cuando el edificio fue destruido por un terremoto.
En 1890, un empresario español llamado Tomás García, quien se había separado de la compañía de Mariano Luque, inició la construcción de un teatro para reemplazar al Teatro Municipal. Un año después, en 1891, fue inaugurado el Teatro Variedades, cuya importancia cultural en el desarrollo de la sociedad costarricense persiste hasta la actualidad, dado que permitió, a partir de ese momento, la presencia constante de compañías teatrales y otras sociedades artísticas (orquestas, prestidigitadores, circos, estudiantinas, etc), además de organizarse una compañía nacional de aficionados, dirigida por Cristián García.
Para finales del siglo XIX, y con la consolidación de una oligarquía de comerciantes y exportadores del café, principal motor de la economía nacional, se presentó un proyecto para construir un teatro que reflejara el adelanto cultural del país, dominado por las ideas liberales y progresistas de la época. En 1890, el gobierno del presidente José Joaquín Rodríguez Zeledón estableció un impuesto a la producción y exportación del café, lo que finalmente permitió la inauguración, en 1897, del Teatro Nacional de Costa Rica, con la interpretación de la ópera Fausto de Charles Gounod, por parte de la Compañía de Ópera Francesa Aubry.
Con la fundación del Teatro Universitario y el Teatro Arlequín en 1950, la actividad teatral costarricense experimentó un periodo de auge en la década de 1970, con la fundación de la Compañía Nacional de Teatro, la Escuela de Artes Dramáticas, y gracias sobre todo al aporte de reconocidos actores y directores argentinos y chilenos, quienes abandonaron sus países en la década de los setenta, huyendo de los regímenes militares que se habían instaurado en el cono sur, los cuales propiciaron una sólida formación profesional. El Teatro Carpa, la familia Catania, el Grupo Zurco y el Teatro del Ángel fueron los principales exponentes durante las décadas comprendidas entre mediados de los años 1970 y fines de 1980. Surgieron tres importantes dramaturgos en la segunda mitad del siglo XX: Alberto Cañas, Daniel Gallegos y Samuel Rovinski.

## Teatros

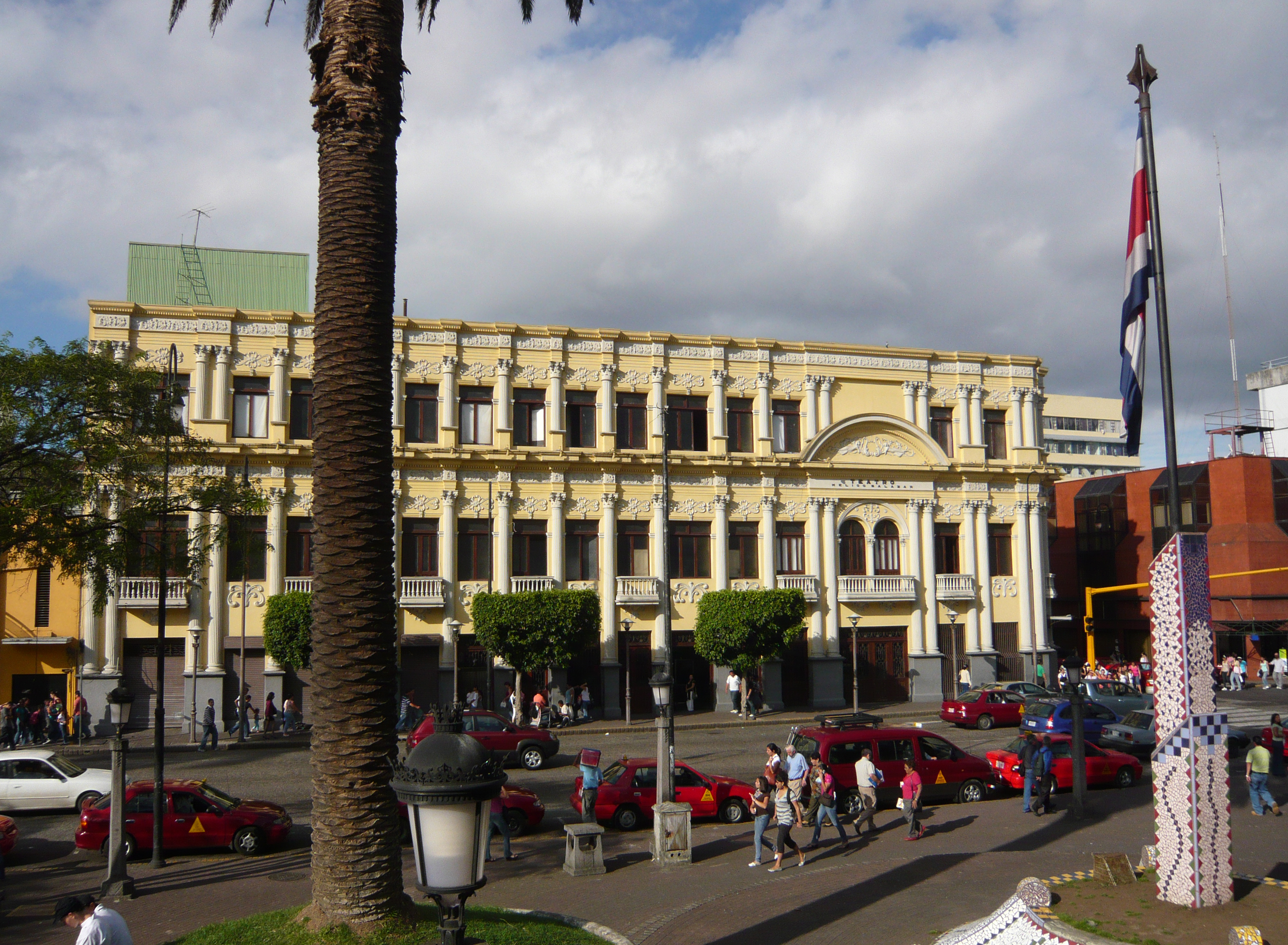
Teatro Popular Melico Salazar.

La mayoría de los teatros de Costa Rica se ubican en el Valle Central, especialmente en la ciudad de San José. En la capital existen tres grandes teatros que destacan por su valor histórico, arquitectónico y cultural:
- El Teatro Nacional de Costa Rica, es considerado la joya arquitectónica de San José y ha sido declarado Monumento Nacional. De arquitectura neoclásica y decoraciones barrocas y de estilo rococó hechas en mármol de Carrara, cuenta con una cúpula metálica fabricada en Bélgica, esculturas de Pietro Bulgarelli, Juan Ramón Bonilla, Pietro Capurro, Adriático Foli y Jorge Jiménez Deredia, y la pintura del italiano Aleardo Villa, "Alegoría del café y el banano", que decora el techo de la escalera principal. En él se realizan presentaciones anuales de obras de teatro, danza, conciertos con orquestas sinfónicas, y reuniones y cenas de Estado.

- El Teatro Variedades (492 butacas), el más antiguo de Costa Rica (1892) que se mantiene en funcionamiento, es también el cine más antiguo del país (1920). Posee una fachada de estilo neoclásico. Ha sido centro de eventos sociales, culturales y políticos de todo tipo a través de su historia.

- El Teatro Popular Melico Salazar (1.180 butacas), con arquitectura neoclásica y relieves decorativos de influencia modernista. Construido en 1927, es el principal foro de la cultura popular del país y uno de los espacios de representación artística más importantes de la nación costarricense. En él se llevan a cabo espectáculos de alto nivel de música, teatro, danza, eventos multiculturales, manifestaciones clásicas, tradicionales y contemporáneas. Su nombre es un homenaje al tenor nacional Melico Salazar.

Otro teatro importante es el Auditorio Nacional (526 butacas), que se encuentra ubicado dentro del Centro Costarricense de la Ciencia y la Cultura (antigua Penitenciaría Central), que además alberga la Galería Nacional y el Museo de los Niños. El teatro del Auditorio Nacional es uno de los más versátiles del país: se presentan conciertos de música clásica, conciertos nacionales e internacionales, certámenes de belleza, presentaciones audiovisuales, conferencias, seminarios, congresos científicos e intelectuales, y por supuesto, obras de teatro.
De gran relevancia es también el Teatro Oscar Fressler, sede del Taller Nacional de Teatro, institución adscrita al Ministerio de Cultura y Juventud de Costa Rica. Su importancia radica en su proyección hacia las comunidades, escuelas, colegios, cárceles y grupos comunales,para la divulgación de las artes dramáticas para aquellas personas que no la practican de forma profesional. En lo que se refiere al ámbito universitario, el Teatro de Bellas Artes de la Universidad de Costa Rica, ubicado en San Pedro de Montes de Oca, es el primer teatro universitario del país, que además funciona como taller experimental para los estudiantes y los recién graduados de la Escuela de Artes Dramáticas de la Universidad de Costa Rica.

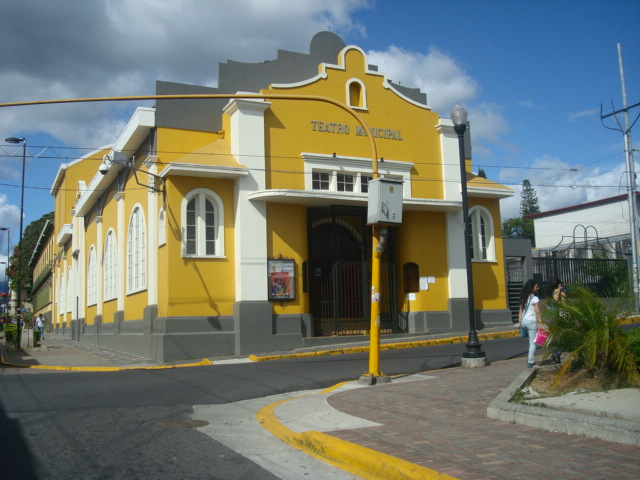
Teatro Municipal de Alajuela.

En San José existen también una gran cantidad de teatros independientes, ubicados en su mayoría en el Centro Cívico e Histórico de la ciudad de San José. Se pueden mencionar entre ellos los teatros Arlequín, Chaplin, Del Ángel, De la Danza, De San José, El Triciclo, José Joaquín Vargas Calvo, La Aduana, La Comedia, La Esquina, La Máscara, Lucho Barahona, Laurence Olivier (también cine con el nombre de Sala Garbo), 1887, Molière, Sala de la Calle 15, Torres, Giratablas, Urbano, Abya Ayala (Centro Nacional de la Cultura - CENAC, en la antigua Fábrica Nacional de Licores) y Eugene O'Neill (Centro Cultural Costarricense-Norteamericano). Otros teatros independientes ubicados en los cantones aledaños a San José son el Teatro Espressivo, un moderno teatro localizado en el Centro Comercial Pinnares en Curridabat; y el Teatro Arnoldo Herrera del Conservatorio Castella, importante centro de educación secundaria y promotor de la práctica artística en el país, del cual se han graduado gran cantidad de reconocidos músicos y otros artistas nacionales.
En las provincias, destaca el Teatro Municipal de Alajuela, ubicado en el antiguo salón de actos del Instituto de Alajuela, en un importante edificio de arquitectura neocolonial, patrimonio histórico-arquitectónico, icónico de la ciudad de Alajuela y cuna del teatro alajuelense, es obra del arquitecto José María Barrantes. Otros teatros ubicados en las provincias son el Teatro Dionisio, localizado en Barva de Heredia, en las instalaciones de la compañía Café Britt; y los teatros Dominical Little Theather, en Dominical, el más antiguo teatro en idioma inglés en Costa Rica (1949), y el Galerón Cultura Aspinal-Murray, ubicado en Monteverde, ambos destacan por estar ubicados en la costera provincia de Puntarenas. Se puede mencionar también el Anfiteatro Cultural de la ciudad de Puntarenas, un moderno anfiteatro de arquitectura postmodernista ubicado al aire libre en el Paseo de los Turistas, frente a la playa.

## Autores y obras

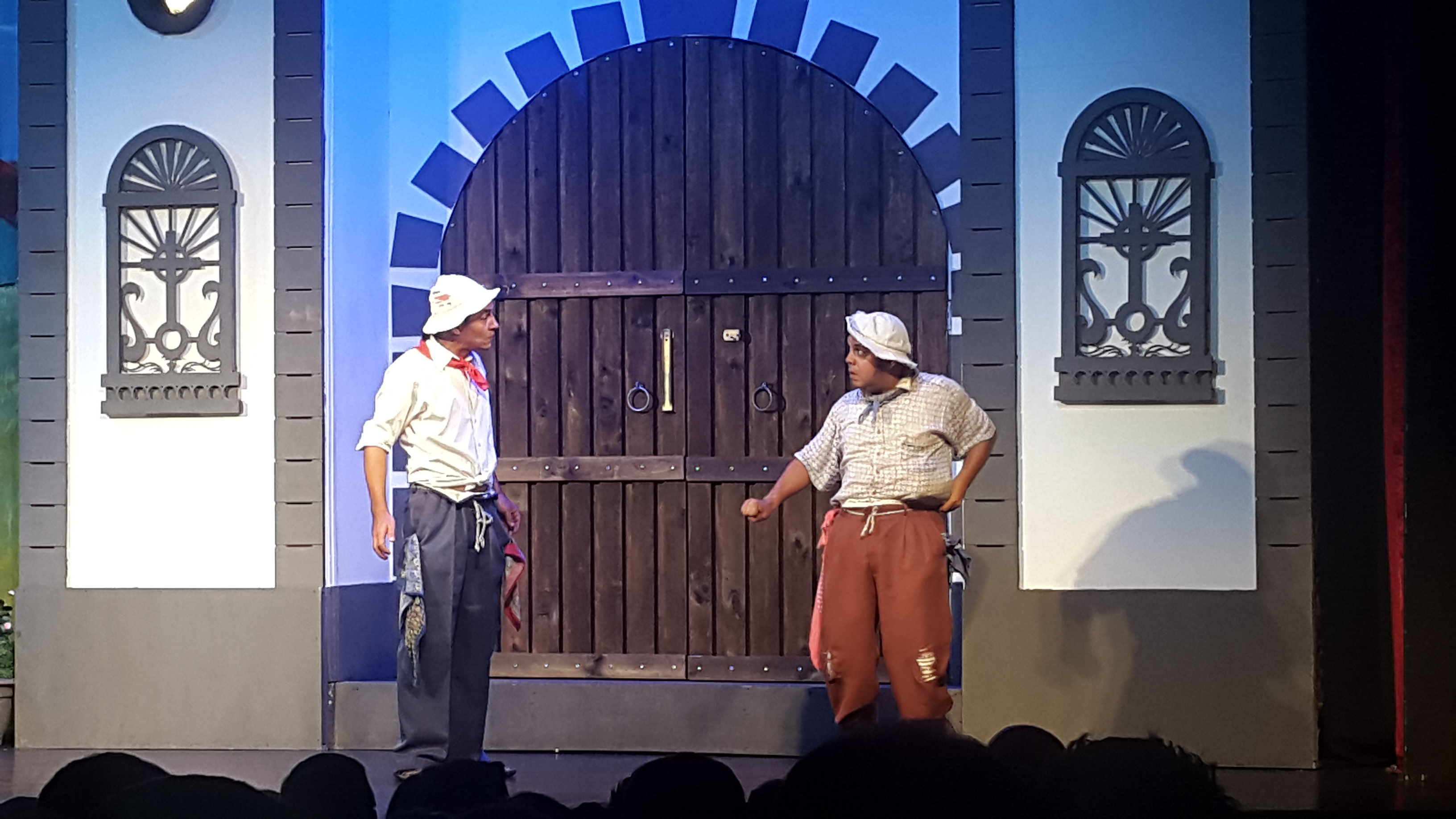
Obra de teatro "El testamento del perro", de Mauricio Astorga, en el Teatro Lucho Barahona, San José. El campesino, como personaje cómico, astuto e ingenuo, es recurrente en muchas obras del teatro costarricense.

Los primeros modelos de representación dramática del lenguaje y la vida costarricenses aparecen con los escritores Ricardo Fernández Guardia y Carlos Gagini, a inicios del siglo XX, con las obras Magdalena (1902), de Fernández Guardia, y Don Concepción: juguete cómico en un acto (1902), de Gagini. Carlos Gagini también escribió varias zarzuelas: Los pretendientes (1890) y El Marqués de Talamanca (1900). En 1903, Aquileo Echeverría estrenó en el Teatro Variedades la tragicomedia Pan francés. Surgen dos tendencias dramáticas: el teatro de intención social, donde destacan las puestas María del Rosario, de Daniel Ureña, y El pobre manco, de Gonzalo Sánchez Bonilla. La otra tendencia se enfoca en los temas de amor y matrimonio, interiorizándolos desde la perspectiva de los problemas sociales y psicológicos. Surgen obras como Cuento de amor, de Ernesto Martén, La última escena (1910), El retorno (1912) y ¡Nada! (1918), de José Fabio Garnier, cuyo teatro se vio influenciado por el estilo renacentista italiano al haber estudiado en aquel país, y El combate (1914) de Eduardo Casalmiglia, la obra del periodo que más se ajusta a los cánones de este género.
En la segunda década del siglo XX, las obras comenzaron a ser marcadas por el esteticismo, como forma de protesta social. Destacó en este periodo el dramaturgo Héctor Alfredo Castro Fernández, quien escribió cerca de quince obras dramáticas influenciadas por el surrealismo, la mayoría de ellas en francés. De Castro destacan obras como Espíritu de rebeldía (1930), El vitral (1937), y su obra más conocida, Aguas negras (1947). A pesar de esto, muchos autores fueron más conservadores, escribiendo obras donde las mujeres eran relegadas a papeles sumisos y el hombre asume un rol patriarcal, apegándose a corrientes tradicionales de teatro convencional y alejándose de las tendencias surrealistas o de teatro absurdo que predominaban en América Latina durante esta época.
Tras esta etapa, luego de 1930 el teatro entró en un periodo de vacío creativo que duró varias décadas, siendo casi nula la producción entre 1930 y 1950, hasta que se da un resurgimiento de la producción y representación teatral durante los años 1960-1980, con la aparición de dramaturgos como Alberto Cañas Escalante (La Segua, El luto robado, Uvieta, 1962), Daniel Gallegos (En el séptimo círculo, 1982; La casa, 1972; La colina, 1968, esta última ganadora del Premio Aquileo J.Echeverría); y Samuel Rovinski (Un modelo para Rosaura, 1974; Las fisgonas de Paso Ancho, 1971; El martirio del pastor, 1983). En 1978, se estrenó la obra Puerto Limón, de Alfredo Catania, basada en la novela Puerto Limón del escritor costarricense Joaquín Gutiérrez Mangel. Estas obras se caracterizan por la temática de crítica social y política, además de existencialista.

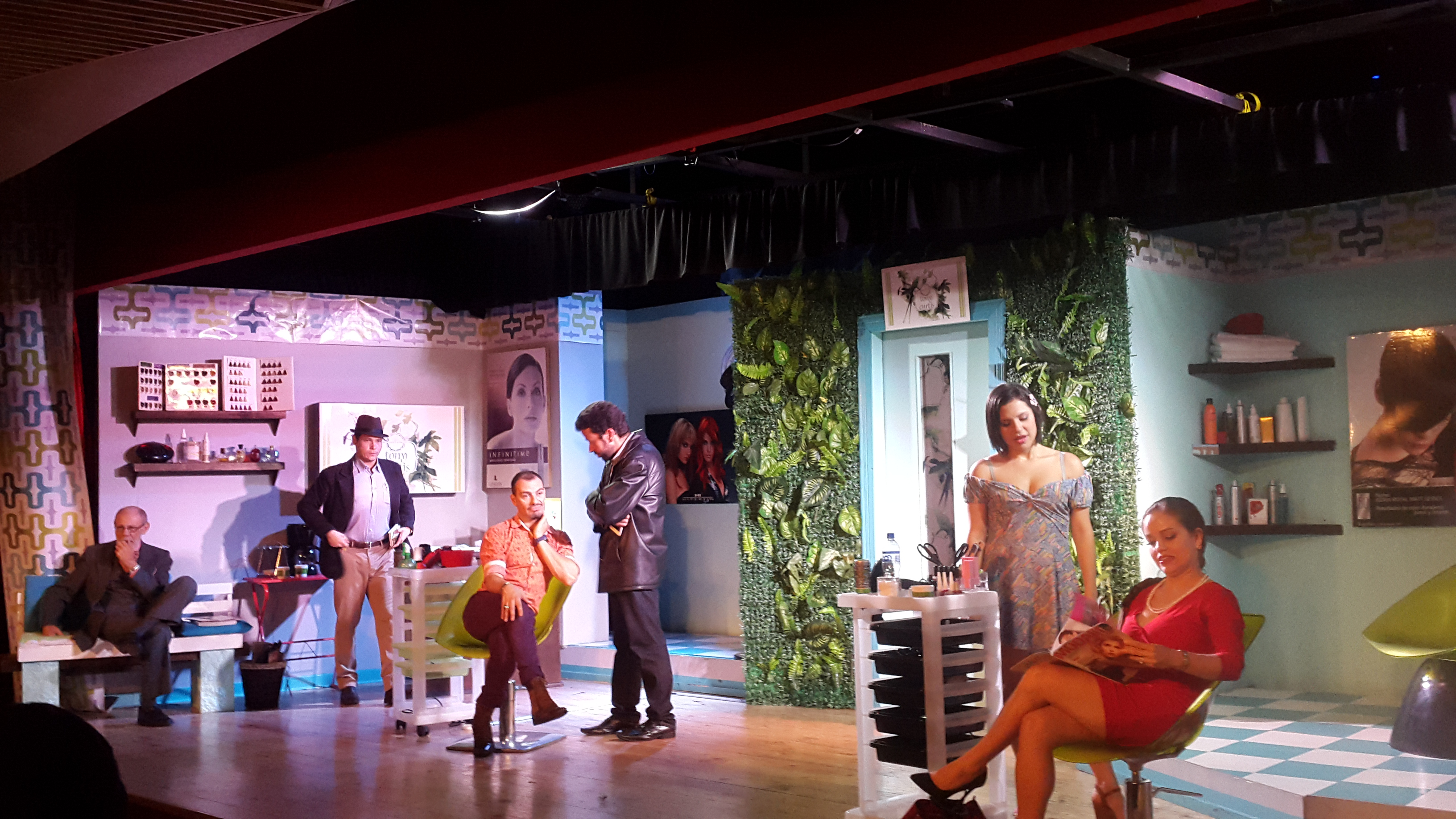
Obra de teatro "Crimen, champú y tijeras", de Paul Pörtner, en el Teatro El Triciclo, Escazú.

Entre las décadas de 1980 y 1990, las producciones teatrales comienzan a interesarse por el tema de la identidad cultural, valiéndose para ello de representaciones donde se utiliza el recurso histórico como temática de fondo. Aparecen obras como Pancha Carrasco reclama (1988) y Aguirre, yo rebelde hasta la muerte (1991), de Guadalupe Pérez Rey; El caballero del V Centenario (1992), de Tatiana Lobo; y Juana de Arco (1986) y 1856 (1984), de Juan Fernando Cerdas. También se da la temática del tiempo (Billy come back, 1994, de Fernando Durán Ayanegui) y de relación entre clases sociales (El trepasolo, 1989, de Quince Duncan). En 1989, la obra Pinocho, de Lupe Pérez Rey y Leda Cavallini, fue galardonada ese año con el premio nacional a la mejor obra de teatro. 
El teatro costarricense atraviesa un periodo de crisis y decaimiento a partir de las últimas dos décadas del siglo XX, propiciada por el encarecimiento de los montajes - que eleva los precios de los boletos - y la reducción de las políticas estatales de promoción e incentivos a la producción teatral, así como la disminución de los subsidios a los grupos independientes. Esto produce que los grupos teatrales formen elencos con menos actores, además de que los productores buscan repertorios más orientados hacia el teatro comercial como una manera de recuperar más rápidamente su inversión. Como consecuencia inmediata, a pesar de la gran cantidad de teatros y de la variedad de la oferta, la mayoría de las obras disponibles al gran público está basada en comedias de situaciones, de risa fácil y equívocos sexuales, carentes de introspección. Los teatros estatales continúan proponiendo temáticas sociales, históricas y de mayor rigor artístico. Estas circunstancias han generado un público costarricense con un gusto de teatro variado.